# TNX
TNX株式会社（ティーエネックス）は、日本のレコード会社である。アップフロントグループに属する。

## 概要
つんく♂（本名・寺田光男）が社長を務めるレコード会社であり、CD・DVD・BDの原盤制作・製造・発売の他、イベントの企画、新人の発掘などを行う。
社名は、感謝を意味する英語の「Thanks」を由来としている。

## レーベル
TN-mix - メジャーレーベル。CD・DVD・BDの各種メディアの製造委託はメモリーテック株式会社が、販売委託は株式会社ポニーキャニオンが行う。
GOOD FACTORY RECORD - 当社設立以前からあったインディーズレーベル。販売委託はダイキサウンド株式会社が行う。

## 主なアーティスト
TNXが行うものは基本的にCD・DVD発売までで、CD・DVD販売やアーティスト・マネージメントは他社が行うため、以下のアーティストの所属はTNXのみではないことがある。

### 現在の所属タレント
- つんく♂ - シャ乱Qのメンバーでは唯一の所属メンバー。
- FUJIKIN😎フジキン
- 針尾ありさ
- 末笠鈴
- 中2映画プロジェクト[2]
- 中2映画プロジェクト・アイドル部[2]

### 過去に所属していたタレント
男性タレント
- 久礼聡史
- 仁田宏和
- ビンゴ〜レボンゴレ
- TAKERU
- ソウルジャンクションズ
- 玉串翔

女性タレント
- 時東ぁみ
- ジャ・ジャ
- カレン
- とっきー
- NICE GIRL プロジェクト!メンバー
  - THE ポッシボー
  - NGP研修生(トレイニー)
  - キャナァーリ倶楽部（2011年5月に業務委託マネージメント契約終了）
- 大瀬楓
- TNX研修生

## 補足
つんく♂がプロデュースするアーティストのうち、ハロー!プロジェクト所属アーティスト（スマイレージのインディーズシングルを除く）は、TNXではなく、アップフロントワークス（Buono!・しゅごキャラエッグ!・ガーディアンズ4はポニーキャニオン）がCD及びDVDを発売する。
2012年3月でNGPのファンクラブが終了する。